# 33852 Baschnagel
33852 Baschnagel este o planetă minoră (asteroid) din centura de asteroizi. A fost descoperită pe 29 aprilie 2000 la Experimental Test Site⁠(d) de Lincoln Near-Earth Asteroid Research. 
Obiectul prezintă o orbită caracterizată de o semiaxă mare de 2,3505551 UAi, o excentricitate de 0,14, o înclinație de 7,78689 ° în raport cu ecliptica.